# 阿爾富拉特大學
阿爾富拉特大學 （阿拉伯語：جامعة الفرات），是一所成立於2006年的位於叙利亞代爾祖爾市的公立大學，在哈塞克和拉卡亦設有分部，是叙利亞五所公立大學之一。該大學提供不同學科的學士學位、研究生文憑、碩士學位和博士學位課程。總面積為4.5萬平方米，可容納1萬名學生。

## 叙利亞內戰
受到叙利亞內戰影響，在代爾祖爾城被伊斯蘭國圍困的數年裡，大學內部沒有教授任教，只有少數剩餘的工作人員還在支持大學的運作，教學課程幾乎被停止。
內戰期間，一些阿爾富拉特大學的學生前往比較安全的城市上課，如叙利亞首都大馬士革或沿岸城市的拉塔基亞。

## 外部連結
- 阿爾富拉特大學官方網站（失效）